# Mathias Pogba
Mathias Fassou Pogba (* 19. srpna 1990, Conakry, Guinea) je guinejský fotbalový útočník a reprezentant, v současnosti působí v klubu Sparta Rotterdam.
Jeho bratři Florentin a Paul jsou také profesionální fotbalisté. Florentin je Mathiasovo dvojče, Paul je mladší.

## Reprezentační kariéra
V A-mužstvu Guiney debutoval 5. února 2013. Dostal se na hřiště na posledních 30 minut přátelského zápasu proti Senegalu (remíza 1:1) a zahrál si po boku bratra Florentina.